# Eucheir (Koroplast)
Eucheir, auch Euchir und Eucheiros (altgriechisch Εὔχειρ oder Εὔχειρος) war ein korinthischer Tonbilder aus dem 7. Jahrhundert v. Chr.
Eucheir war wie die Künstler Diopos und Eugrammos Begleiter des Bakchiaden Demaretos, nachdem Kypselos die Bakchiaden als Beherrscher von Korinth gestürzt hatte. Mit seinen Begleitern floh er um das Jahr 657 v. Chr. nach Etrurien. Nach Plinius dem Älteren führte er mit seinen Handwerkerkollegen bei den Etruskern die Kunst der Fertigung von Tonplastiken ein. Die versuchte Gleichsetzung mit dem gleichnamigen, ebenfalls bei Plinius überlieferten Maler, der laut Aristoteles Erfinder der Malerei war, ist zweifelhaft.

## Belege
1. ↑  Plinius der Ältere, Naturgeschichte 35,152.
2. ↑  Plinius der Ältere, Naturgeschichte 7,205.

| Personendaten    | Personendaten                                                       |
| ---------------- | ------------------------------------------------------------------- |
| NAME             | Eucheir                                                             |
| ALTERNATIVNAMEN  | Εϋχειρ (altgriechisch); Εϋχειρος (altgriechisch); Eucheiros; Euchir |
| KURZBESCHREIBUNG | korinthischer Koroplast                                             |
| GEBURTSDATUM     | 7. Jahrhundert v. Chr. oder 6. Jahrhundert v. Chr.                  |
| GEBURTSORT       | Korinth                                                             |
| STERBEDATUM      | 6. Jahrhundert v. Chr. oder 5. Jahrhundert v. Chr.                  |
| STERBEORT        | Etrurien                                                            |